# 穆氏無鰾鮋
穆氏無鰾鮋，為輻鰭魚綱鮋形目鮋亞目平鮋科的其中一種，為溫帶海水魚，分布於東南太平洋Gough；西島及Tristan da Cunha西印度洋St.Paul及Amsterdam群島海域，棲息深度400-978公尺，體長可達30.7公分，棲息在底層水域，卵胎生，生活習性不明。

## 扩展阅读
維基物種上的相關：穆氏無鰾鮋